# Kacsóta
Kacsóta é um município da Hungria, situado no condado de Baranya. Tem 9,51 km² de área e sua população em 2019 foi estimada em 252 habitantes.